# Step Back in Time: The Definitive Collection
A Step Back in Time: The Definitive Collection című válogatásalbum az ausztrál Kylie Minogue negyedik legnagyobb gyűjteményes albuma. Az album 2019. június 28-án került a boltokba, és többféle formátumban is napvilágot látott. Úgy mint egy vinyl lemezen, kazettán, és dupla CD-n is.  Az album tartalmazza a „New York City” című dalt, mely korábban a 2018-ban megjelent Golden zeneszáma lett volna.

## Előzmények
A Step Back in Time: The Definitive Collection című album az 5. válogatásalbum, mely 2019. június 28.-án jelent meg a BMG Rights Management kiadásában. A korábbi albumok Greatest Hits (1992), Hits+ (2000), az Ultimate Kylie (2004) és a The Best of Kylie Minogue (2012) után jelent meg. Az összeállítás gondolata az 1990-es „Step Back in Time” című album címéből származik, és ez Minogue legnagyobb gyűjteményes albuma a BMG-vel kötött szerződése alatt. Az album limitált kazetta formátumban, picutre disc vinyl kiadványban, valamint szimpla és deluxe CD kiadásban került a boltokba.

## Promóció
Az album népszerűsítése céljából Minogue vendége volt az ITV Zoe Ball Breakfast Show című reggeli műsorban, valamint a BBC Radio 2 Graham Norton Show-jában május 3-án. A 2019-es nyári turné Európa szerte 14. állomásból áll, mely Londonban kezdődik.

## Kislemez
Az album első kislemeze a „New York City” című dal május 3.-án jelent meg, ugyanazon a napon, amikor Minogue a BBC Radio 2-ben mutatta be a dalt. A dalt eredetileg a 14. stúdióalbuma, a Golden demójaként vették fel, és szerepelt volna az albumon, azonban a dal végül később jelent meg, a kritikusok és a rajongók elismert véleménye alapján.

## Számlista
| 1.  | Can’t Get You Out of My Head (a Fever című albumról)    | Cathy Dennis Rob Davis                                                                   | 3:50 |
| 2.  | Spinning Around (a Light Years című albumról)           | Kara DioGuardi Paula Abdul Ira Shickman Osborne Bingham                                  | 3:27 |
| 3.  | Love at First Sight (a Fever című albumról)             | Kylie Minogue Richard Stannard Ash Howes Julian Gallagher Martin Harrington              | 3:58 |
| 4.  | Dancing (a Golden című albumról)                        | Minogue Steve McEwan Nathan Chapman                                                      | 2:58 |
| 5.  | In Your Eyes (a Fever című albumról)                    | Minogue Stannard Howes Gallager                                                          | 3:17 |
| 6.  | Slow (a Body Language című albumról)                    | Minogue Emilíana Torrini Dan Carey                                                       | 3:13 |
| 7.  | All the Lovers (az Aphrodite című albumról)             | Jim Eliot Mima Stilwell                                                                  | 3:20 |
| 8.  | I Believe in You (az Ultimate Kylie című albumról)      | Minogue Jake Shears Scott Hoffman                                                        | 3:20 |
| 9.  | In My Arms (az X című albumról)                         | Minogue Calvin Harris Paul Harris Stannard Julian Peake                                  | 3:31 |
| 10. | On a Night Like This (a Light Years című albumról)      | Graham Stack Mark Taylor Brian Rawling Steve Torch                                       | 3:32 |
| 11. | Your Disco Needs You (a Light Years című albumról)      | Minogue Robbie Williams Guy Chambers                                                     | 3:32 |
| 12. | Please Stay (a Light Years című albumról)               | Minogue Stannard Gallager John Themis                                                    | 4:08 |
| 13. | 2 Hearts (az X című albumról)                           | Eliot Stilwell                                                                           | 2:53 |
| 14. | Red Blooded Woman (a Body Language című albumról)       | Johnny Douglas Karen Poole                                                               | 4:20 |
| 15. | The One (az X című albumról)                            | Minogue Stannard James Wiltshire Russell Small John Andersson Johan Emmoth Emma Holmgren | 4:04 |
| 16. | Come into My World (a Fever című albumról)              | Dennis Davis                                                                             | 4:06 |
| 17. | Wow (az X című albumról)                                | Minogue Poole Greg Kurstin                                                               | 3:12 |
| 18. | Get Outta My Way (az Aphrodite című albumról)           | Mich Hansen Lucas Secon Damon Sharpe Peter Wallevik Daniel Davidsen                      | 3:39 |
| 19. | Timebomb (nem album dal)                                | Poole Matt Schwartz P. Harris                                                            | 2:57 |
| 20. | Kids (Robbie Williams-szel a Light Years című albumról) | Williams Chambers                                                                        | 4:20 |
| 21. | Stop Me from Falling (a Golden című albumról)           | Minogue McEwan Adams Danny Shah                                                          | 3:01 |
| 22. | New York City                                           | Minogue Daniel Stein Poole Myles MacInnes                                                | 3:20 |

| 1.  | Step Back in Time (a Rhythm of Love című albumról)                        | Mike Stock Matt Aitken Pete Waterman | 3:05 |
| 2.  | Better the Devil You Know (a Rhythm of Love című albumról)                | Stock Aitken Waterman | 3:52 |
| 3.  | Hand on Your Heart (az Enjoy Yourself című albumról)                      | Stock Aitken Waterman | 3:50 |
| 4.  | Wouldn’t Change a Thing (az Enjoy Yourself című albumról)                 | Stock Aitken Waterman | 3:12 |
| 5.  | Shocked (DNA 7" mix, a Rhythm of Love című albumról)                      | Stock Aitken Waterman Pauline Bennett | 3:08 |
| 6.  | Especially for You (Jason Donovannal)                                     | Stock Aitken Waterman | 3:58 |
| 7.  | I Should Be So Lucky (a Kylie című albumról)                              | Stock Aitken Waterman | 3:22 |
| 8.  | Celebration (a Greatest Hits című albumról)                               | Ronald Nathan Bell Claydes Charles Smith George Melvin Brown James "J.T." Taylor Robert Spike Mickens Earl Eugene Toon Jr. Dennis Ronald Thomas Robert Earl Bell Eumir Deodato | 3:57 |
| 9.  | The Loco-Motion (7" mix, a Kylie című albumról)                           | Carole King Gerry Goffin | 3:13 |
| 10. | Give Me Just a Little More Time (a Let’s Get to It című albumról)         | Edythe Wayne Ron Dunbar | 3:06 |
| 11. | Never Too Late (az Enjoy Yourself című albumról)                          | Stock Aitken Waterman | 3:20 |
| 12. | Got to Be Certain (a Kylie című albumról)                                 | Stock Aitken Waterman | 3:20 |
| 13. | Tears on My Pillow (az Enjoy Yourself című albumról)                      | Sylvester Bradford Al Lewis | 2:28 |
| 14. | Je Ne Sais Pas Pourquoi (a Kylie című albumról)                           | Stock Aitken Waterman | 4:02 |
| 15. | What Kind of Fool (Heard All That Before) (a Greatest Hits című albumról) | Stock Waterman Minogue | 3:44 |
| 16. | What Do I Have to Do? (a Rhythm of Love című albumról)                    | Stock Aitken Waterman | 3:43 |
| 17. | Confide in Me (Radio mix, a Kylie Minogue című albumról)                  | Steve Anderson Dave Seaman Edward Barton | 4:26 |
| 18. | Breathe (Radio edit, az Impossible Princess című albumról)                | Minogue Ingo Vauk David Ball | 3:40 |
| 19. | Put Yourself in My Place (Radio Mix, a Kylie Minogue című albumról)       | Jimmy Harry | 4:13 |
| 20. | Where the Wild Roses Grow (Nick Cave-vel, a Murder Ballads című albumról) | Nick Cave | 3:57 |